# Antonio González González
|  | Per a altres significats, vegeu «Antonio González y González». |

Antonio González González (Realejo Alto, Illes Canàries, Espanya, 1917 - 11 d'octubre de 2002) fou un bioquímic espanyol, acadèmic de la Reial Acadèmia de Ciències Exactes, Físiques i Naturals. Els seus estudis, versats en investigacions sobre la determinació estructural i sintètica de productes naturals han estat, han estat publicats en més de 700 articles en diverses revistes científiques nord-americanes, angleses i alemanyes.
Nascut el 1917 a la població del Realejo Alto de l'illa de Tenerife, a les illes Canàries, va estudiar Química a la Universitat de La Laguna, obtenint el 1946 la càtedra de química i bioquímica d'aquesta universitat.
El 1947 inicià els seus estudis sobre productes naturals bioactius obtinguts durant els primers anys de la flora canària, ampliant els seus estudis florístics sobre les plantes tropicals amb més alta bioactivitat. El 1949 fou nomenat director de la secció de Química orgànica creada pel Consell Superior d'Investigacions Científiques (CSIC) a la Universitat de la Laguna, treballant posteriorment amb el futur premi Nobel de Química Alexander Todd a la Universitat de Cambridge.
El 1963 fundà, juntament amb el cabildo insular, l′Instituto de Investigaciones Químicas, actualment denominat Instituto Universitario de Bio-orgánica "Antonio González". Nomenat rector de la Universitat de La Laguna aquell mateix any, ocupà aquest càrrec fins al 1968. Després de les eleccions generals espanyoles de 1977 fou nomenat senador per designació reial, formant part de l'Agrupación Independiente i secretari primer de la comissió d'agricultura i pesca del Senat d'Espanya.
Va obtenir, entre d'altres, el premi de recerca del CSIC el 1959, el 1961 va obtenir una ajuda de la Fundació March i el 1967 una ajuda Manuel Aguilar per a la Recerca. El 1980 fou escollit acadèmic de la Reial Acadèmia de Ciències Exactes, Físiques i Naturals.
El 1986 fou guardonat amb el Premi Príncep d'Astúries d'Investigació Científica i Tècnica per la seva tasca desenvolupada al llarg d'una vida d'intensa dedicació en el camp de la química dels productes naturals. Fou condecorat amb les Grans Creus de l'Orde d'Alfons X el Savi (1966) i de l'Orde del Mèrit Civil.

## Obres
- La lactama del ácido hexahidro paminobenzoico en la determinación del peso molecular de los aductos de estiroles sustituidos (1943)
- Contribución a la síntesis de la 4-acetilhidrindona (1945)
- Aportación al estudio del látex de las Euphorbias canarias (1949)
- Aportación al conocimiento de los alcaloides de los Adenocarpus (1951)
- Glucósidos de las Escrophulariáceas canarias (1955)
- Structure of the Anhydrocanariengenine A. (1959)
- Ueber pflanzliche Herzgifte. Die Glykoside und Aglykone der Blätter von Digitales canariensi s L. (1963)
- Química de las Rutáceas (1964)
- Triterpenos y esteroides de la Periploca Levigata Ait (1966)
- Reaction of Spirostan Sapobenins with Nitrous Acid (1971)
- Marine Natural Products of the Atlantic Zone (1972)
- Química de las Ceropegias (1973)
- Lignanos del Haplophyllum hispanicum Spach (1974)
- New sources of steroid Relación de Académicos: numerarios (medalla núm.9) sapogenins (1975)
- Sobre la estructura de Rutacridona (1976)
- Componentes de las Umbelíferas 14 (1977)
- Structure of Khanilactone The Compositae XXXVII (1978)
- Oxidación de derivados de la Clorophyssopifolina (1980)